# قائمة المفكرين في عصر التنوير
هذه قائمة من المثقفين من عصر التنوير.
| Person                                               | Dates     | Nationality                                                        | Notes |  |
| ---------------------------------------------------- | --------- | ------------------------------------------------------------------ | --- |  |
| Thomas Abbt                                          | 1738–1766 | الماني                                                             | مؤلف كتاب (الموت من أجل الوطن الواحد) |  |
| Jean le Rond d'Alembert                              | 1717–1783 | فرنسي                                                              | رياضي وفيزيائي - أحد المحررين من Encyclopédie. |  |
| Francis Bacon                                        | 1561–1626 | انجليزي                                                            | فيلسوف بدأ ثورة في الفكر التجريبي. |  |
| Pierre Bayle                                         | 1647–1706 | فرنسي                                                              | الناقد الأدبي المعروف عن رسالته الاخبارية «نوفيل دو لا ريبابليك الآدبية» وهي واحدة من أقدم التأثيرات على مفكرين عصر التنوير حيث دعا إلى التسامح بين المعتقدات الدينية المختلفة. |  |
| Cesare Beccaria                                      | 1738–1794 | ايطالي                                                             | مصلح القانون الجنائي، اشتهر أطروحته عن الجرائم والعقوبات (1764). |  |
| Balthasar Bekker                                     | 1634–1698 | هولندي                                                             | شخصية رئيسية في وقت مبكر في عهد التنوير. قال Bekker في كتابه دي فيلاسوفيا عام (1668) أن اللاهوت والفلسفة منفصلان (كل منهما في سبيله)، وأوضح أن الطبيعة من الكتاب المقدس من علبة الحقيقة اللاهوتية قد تم استخلاصها من الطبيعة.                                                                                                   |  |
| George Berkeley                                      | 1685–1753 | الفيلسوف وعالم الرياضيات الشهير.قام بتطوير نظرية المثالية الذاتية. | |  |
| Justus Henning Boehmer                               | 1674–1749 | ألماني                                                             | الفقيه الكنسي، واحد من الإصلاحيين في قانون الكنيسة والقانون المدني الذي كان أساسا لمزيد من الإصلاحات والحفاظ حتى القرن ال20. |  |
| Ruggiero Giuseppe Boscovich (Roger Joseph Boscovich) | 1711–1787 | روسي - ايطالي                                                      | فيزيائي وفلكي وعالم رياضيات وفيلسوف، دبلوماسي، شاعر، كاهن يسوعي - من جمهورية راغوزا (اليوم دوبروفنيك، كرواتيا)، درس وعاش في إيطاليا وفرنسا حيث نشرت أيضا كثير من أعماله. ساهم في إنتاج النظرية الذرية وقدم بالعديد من المساهمات في علم الفلك، بما في ذلك أول إجراء هندسي لتحديد خط الاستواء للكوكب حيث يدور من ثلاث ملاحظ 1. 2. |  |